# Automobil-Weltmeisterschaft 1974
Die Automobil-Weltmeisterschaft 1974 war die 25. Saison der Automobil-Weltmeisterschaft, die heutzutage als Formel-1-Weltmeisterschaft bezeichnet wird. In ihrem Rahmen wurden über 15 Rennen in der Zeit vom 13. Januar 1974 bis zum 6. Oktober 1974 die Fahrerweltmeisterschaft und der Internationale Pokal der Formel-1-Konstrukteure ausgetragen.
Emerson Fittipaldi gewann zum zweiten Mal die Fahrer-Weltmeisterschaft. McLaren wurde zum ersten Mal Konstrukteursweltmeister.
Der FIA-Ehrentitel Großer Preis von Europa wurde 1974 an den Großen Preis von Deutschland vergeben.

## Teams und Fahrer
| Foto            | Team                                                                        | Konstrukteur            | Chassis     | Motor          | Reifen | Nr.              | Fahrer                | Rennen            |
| --------------- | --------------------------------------------------------------------------- | ----------------------- | ----------- | -------------- | ------ | ---------------- | --------------------- | ----------------- |
| Lotus 76        | John Player Team Lotus                                                      | Lotus-Ford              | 72E 76      | Cosworth DFV   | G      | 1                | Ronnie Peterson       | 1-15              |
| Lotus 76        | John Player Team Lotus                                                      | Lotus-Ford              | 72E 76      | Cosworth DFV   | G      | 2                | Jacky Ickx            | 1-15              |
| Lotus 76        | John Player Team Lotus                                                      | Lotus-Ford              | 72E 76      | Cosworth DFV   | G      | 31               | Tim Schenken          | 15                |
| Tyrrell 006     | Elf Team Tyrrell                                                            | Tyrrell-Ford            | 005 006 007 | Cosworth DFV   | G      | 3                | Jody Scheckter        | 1-15              |
| Tyrrell 006     | Elf Team Tyrrell                                                            | Tyrrell-Ford            | 005 006 007 | Cosworth DFV   | G      | 4                | Patrick Depailler     | 1-15              |
| McLaren M23     | Marlboro Team Texaco Yardley Team McLaren                                   | McLaren-Ford            | M23         | Cosworth DFV   | G      | 5                | Emerson Fittipaldi    | 1-15              |
| McLaren M23     | Marlboro Team Texaco Yardley Team McLaren                                   | McLaren-Ford            | M23         | Cosworth DFV   | G      | 6                | Denis Hulme           | 1-15              |
| McLaren M23     | Marlboro Team Texaco Yardley Team McLaren                                   | McLaren-Ford            | M23         | Cosworth DFV   | G      | 33               | Mike Hailwood         | 1-11              |
| McLaren M23     | Marlboro Team Texaco Yardley Team McLaren                                   | McLaren-Ford            | M23         | Cosworth DFV   | G      | 33               | David Hobbs           | 12-13             |
| McLaren M23     | Marlboro Team Texaco Yardley Team McLaren                                   | McLaren-Ford            | M23         | Cosworth DFV   | G      | 33               | Jochen Mass           | 14-15             |
| Brabham BT42    | Motor Racing Developments                                                   | Brabham-Ford            | BT42 BT44   | Cosworth DFV   | G      | 7                | Carlos Reutemann      | 1-15              |
| Brabham BT42    | Motor Racing Developments                                                   | Brabham-Ford            | BT42 BT44   | Cosworth DFV   | G      | 8                | Richard Robarts       | 1-3               |
| Brabham BT42    | Motor Racing Developments                                                   | Brabham-Ford            | BT42 BT44   | Cosworth DFV   | G      | 8                | Rikky von Opel        | 4-9               |
| Brabham BT42    | Motor Racing Developments                                                   | Brabham-Ford            | BT42 BT44   | Cosworth DFV   | G      | 8                | Carlos Pace           | 10-15             |
| Brabham BT42    | Motor Racing Developments                                                   | Brabham-Ford            | BT42 BT44   | Cosworth DFV   | G      | 34               | Teddy Pilette         | 5                 |
| March 741       | March Engineering                                                           | March-Ford              | 741         | Cosworth DFV   | G      | 9                | Hans-Joachim Stuck    | 1-6, 8-15         |
| March 741       | March Engineering                                                           | March-Ford              | 741         | Cosworth DFV   | G      | 9                | Reine Wisell          | 7                 |
| March 741       | March Engineering                                                           | March-Ford              | 741         | Cosworth DFV   | G      | 10               | Howden Ganley         | 1-2               |
| March 741       | March Engineering                                                           | March-Ford              | 741         | Cosworth DFV   | G      | 10               | Vittorio Brambilla    | 3-15              |
| Ferrari 312B3   | Scuderia Ferrari SpA SEFAC                                                  | Ferrari                 | 312B3       | Ferrari 001/11 | G      | 11               | Clay Regazzoni        | 1-15              |
| Ferrari 312B3   | Scuderia Ferrari SpA SEFAC                                                  | Ferrari                 | 312B3       | Ferrari 001/11 | G      | 12               | Niki Lauda            | 1-15              |
| BRM P160E       | Team Motul BRM                                                              | BRM                     | P160E P201  | BRM P142       | F      | 14               | Jean-Pierre Beltoise  | 1-15              |
| BRM P160E       | Team Motul BRM                                                              | BRM                     | P160E P201  | BRM P142       | F      | 15               | Henri Pescarolo       | 1-11, 13          |
| BRM P160E       | Team Motul BRM                                                              | BRM                     | P160E P201  | BRM P142       | F      | 15               | Chris Amon            | 14-15             |
| BRM P160E       | Team Motul BRM                                                              | BRM                     | P160E P201  | BRM P142       | F      | 37               | François Migault      | 1-6, 8-11, 13     |
| Shadow DN1      | UOP Shadow Racing Team                                                      | Shadow-Ford             | DN1 DN3     | Cosworth DFV   | G      | 16               | Peter Revson          | 1-2               |
| Shadow DN1      | UOP Shadow Racing Team                                                      | Shadow-Ford             | DN1 DN3     | Cosworth DFV   | G      | 16               | Brian Redman          | 4-6               |
| Shadow DN1      | UOP Shadow Racing Team                                                      | Shadow-Ford             | DN1 DN3     | Cosworth DFV   | G      | 16               | Bertil Roos           | 7                 |
| Shadow DN1      | UOP Shadow Racing Team                                                      | Shadow-Ford             | DN1 DN3     | Cosworth DFV   | G      | 16               | Tom Pryce             | 8-15              |
| Shadow DN1      | UOP Shadow Racing Team                                                      | Shadow-Ford             | DN1 DN3     | Cosworth DFV   | G      | 17               | Jean-Pierre Jarier    | 1-2, 4-15         |
| Surtees TS16    | Team Surtees Bang & Olufsen Team Surtees Memphis International Team Surtees | Surtees-Ford            | TS16        | Cosworth DFV   | F      | 18               | Carlos Pace           | 1-7               |
| Surtees TS16    | Team Surtees Bang & Olufsen Team Surtees Memphis International Team Surtees | Surtees-Ford            | TS16        | Cosworth DFV   | F      | 18               | José Dolhem           | 9, 15             |
| Surtees TS16    | Team Surtees Bang & Olufsen Team Surtees Memphis International Team Surtees | Surtees-Ford            | TS16        | Cosworth DFV   | F      | 18               | Derek Bell            | 10-14             |
| Surtees TS16    | Team Surtees Bang & Olufsen Team Surtees Memphis International Team Surtees | Surtees-Ford            | TS16        | Cosworth DFV   | F      | 19               | Jochen Mass           | 1-11              |
| Surtees TS16    | Team Surtees Bang & Olufsen Team Surtees Memphis International Team Surtees | Surtees-Ford            | TS16        | Cosworth DFV   | F      | 19               | Jean-Pierre Jabouille | 12                |
| Surtees TS16    | Team Surtees Bang & Olufsen Team Surtees Memphis International Team Surtees | Surtees-Ford            | TS16        | Cosworth DFV   | F      | 19               | José Dolhem           | 13                |
| Surtees TS16    | Team Surtees Bang & Olufsen Team Surtees Memphis International Team Surtees | Surtees-Ford            | TS16        | Cosworth DFV   | F      | 19               | Helmuth Koinigg       | 14-15             |
| Surtees TS16    | Team Surtees Bang & Olufsen Team Surtees Memphis International Team Surtees | Surtees-Ford            | TS16        | Cosworth DFV   | F      | 30               | Dieter Quester        | 12                |
| Iso-Williams FW | Frank Williams Racing Cars                                                  | Iso-Marlboro-Ford       | FW          | Cosworth DFV   | F      | 20               | Arturo Merzario       | 1-15              |
| Iso-Williams FW | Frank Williams Racing Cars                                                  | Iso-Marlboro-Ford       | FW          | Cosworth DFV   | F      | 21               | Tom Belsø             | 3-4, 7, 10        |
| Iso-Williams FW | Frank Williams Racing Cars                                                  | Iso-Marlboro-Ford       | FW          | Cosworth DFV   | F      | 21               | Gijs van Lennep       | 5, 8              |
| Iso-Williams FW | Frank Williams Racing Cars                                                  | Iso-Marlboro-Ford       | FW          | Cosworth DFV   | F      | 21               | Jean-Pierre Jabouille | 9                 |
| Iso-Williams FW | Frank Williams Racing Cars                                                  | Iso-Marlboro-Ford       | FW          | Cosworth DFV   | F      | 21               | Jacques Laffite       | 11-15             |
|                 | Team Ensign                                                                 | Ensign-Ford             | N174        | Cosworth DFV   | F      | 22               | Rikky von Opel        | 1                 |
| Vern Schuppan   | Team Ensign                                                                 | Ensign-Ford             | N174        | Cosworth DFV   | F      | 22               | 5-11                  |                   |
| Mike Wilds      | Team Ensign                                                                 | Ensign-Ford             | N174        | Cosworth DFV   | F      | 22               | 12-15                 |                   |
|                 | Scribante Lucky Strike Racing                                               | McLaren-Ford            | M23         | Cosworth DFV   | G      | 23               | Dave Charlton         | 3                 |
| Trojan T103     | Trojan Tauranac Racing                                                      | Trojan-Ford             | T103        | Cosworth DFV   | F      | 23               | Tim Schenken          | 4-6, 8, 10-13     |
| Trojan T103     | Trojan Tauranac Racing                                                      | Trojan-Ford             | T103        | Cosworth DFV   | F      | 29               | Tim Schenken          | 4-6, 8, 10-13     |
| Trojan T103     | Trojan Tauranac Racing                                                      | Trojan-Ford             | T103        | Cosworth DFV   | F      | 41               | Tim Schenken          | 4-6, 8, 10-13     |
|                 | AAW Racing Team                                                             | Surtees-Ford            | TS16        | Cosworth DFV   | F      | 23               | Leo Kinnunen          | 5, 7, 9-10, 12-13 |
| 43              | AAW Racing Team                                                             | Surtees-Ford            | TS16        | Cosworth DFV   | F      |                  | Leo Kinnunen          | 5, 7, 9-10, 12-13 |
| 44              | AAW Racing Team                                                             | Surtees-Ford            | TS16        | Cosworth DFV   | F      |                  | Leo Kinnunen          | 5, 7, 9-10, 12-13 |
| Hesketh 308     | Hesketh Racing                                                              | March-Ford Hesketh-Ford | 731 308     | Cosworth DFV   | F G    | 24               | James Hunt            | 1-15              |
| Hesketh 308     | Hesketh Racing                                                              | March-Ford Hesketh-Ford | 731 308     | Cosworth DFV   | F G    | 31               | Ian Scheckter         | 12                |
| Maki F101       | Maki Engineering                                                            | Maki-Ford               | F101        | Cosworth DFV   | F      | 25               | Howden Ganley         | 10-11             |
| Lola T370       | Embassy Racing with Graham Hill                                             | Lola-Ford               | T370        | Cosworth DFV   | F      | 26               | Graham Hill           | 1-15              |
| Lola T370       | Embassy Racing with Graham Hill                                             | Lola-Ford               | T370        | Cosworth DFV   | F      | 27               | Guy Edwards           | 1-2, 4-9, 11      |
| Lola T370       | Embassy Racing with Graham Hill                                             | Lola-Ford               | T370        | Cosworth DFV   | F      | 27               | Peter Gethin          | 10                |
| Lola T370       | Embassy Racing with Graham Hill                                             | Lola-Ford               | T370        | Cosworth DFV   | F      | 27               | Rolf Stommelen        | 12-15             |
|                 | John Goldie Racing with Hexagon                                             | Brabham-Ford            | BT42 BT44   | Cosworth DFV   | F      | 28               | John Watson           | 1-15              |
| 34              | John Goldie Racing with Hexagon                                             | Brabham-Ford            | BT42 BT44   | Cosworth DFV   | F      | Carlos Pace      | 9                     |                   |
|                 | Team Gunston                                                                | Lotus-Ford              | 72E         | Cosworth DFV   | G      | 29               | Ian Scheckter         | 3                 |
| 30              | Team Gunston                                                                | Lotus-Ford              | 72E         | Cosworth DFV   | G      | Paddy Driver     | 3                     |                   |
| Amon AF101      | Chris Amon Racing                                                           | Amon-Ford               | AF101       | Cosworth DFV   | F      | 30               | Chris Amon            | 4, 6, 11, 13      |
| Amon AF101      | Chris Amon Racing                                                           | Amon-Ford               | AF101       | Cosworth DFV   | F      | 30               | Larry Perkins         | 11                |
|                 | Pinch Plant Ltd                                                             | Lyncar-Ford             | 006         | Cosworth DFV   | G      | 30               | John Nicholson        | 10                |
|                 | Dempster Internacional Racing Team                                          | March-Ford              | 731         | Cosworth DFV   | F      | 35               | Mike Wilds            | 10                |
|                 | Scuderia Finotto                                                            | Brabham-Ford            | BT42        | Cosworth DFV   | F      | 31               | Carlo Facetti         | 13                |
| 32              | Scuderia Finotto                                                            | Brabham-Ford            | BT42        | Cosworth DFV   | F      | Helmuth Koinigg  | 12                    |                   |
| 43              | Scuderia Finotto                                                            | Brabham-Ford            | BT42        | Cosworth DFV   | F      | Gérard Larrousse | 5, 9                  |                   |
|                 | Blignaut Embassy Racing                                                     | Tyrrell-Ford            | 004         | Cosworth DFV   | F      | 32               | Eddie Keizan          | 3                 |
|                 | Token Racing                                                                | Token-Ford              | RJ02        | Cosworth DFV   | F      | 32               | Ian Ashley            | 11-12             |
| 35              | Token Racing                                                                | Token-Ford              | RJ02        | Cosworth DFV   | F      |                  | Ian Ashley            | 11-12             |
| 42              | Token Racing                                                                | Token-Ford              | RJ02        | Cosworth DFV   | F      | Tom Pryce        | 5                     |                   |
| 42              | Token Racing                                                                | Token-Ford              | RJ02        | Cosworth DFV   | F      | David Purley     | 10                    |                   |
|                 | The Chequered Flag                                                          | Brabham-Ford            | BT42        | Cosworth DFV   | G      | 42               | Ian Ashley            | 14-15             |
|                 | Team Canada F1 Racing                                                       | Brabham-Ford            | BT42        | Cosworth DFV   | G      | 50               | Eppie Wietzes         | 14                |
|                 | Vel’s Parnelli Jones Racing                                                 | Parnelli-Ford           | VPJ4        | Cosworth DFV   | F      | 55               | Mario Andretti        | 14-15             |
| Penske PC1      | Penske Cars                                                                 | Penske-Ford             | PC1         | Cosworth DFV   | G      | 66               | Mark Donohue          | 14-15             |
|                 | Allied Polymer Group                                                        | Brabham-Ford            | BT42        | Cosworth DFV   | G      | 208              | Lella Lombardi        | 10                |

## Rennkalender
| Nr. | Datum         | Grand Prix     | Strecke           | Distanz (km) | Pole-Position      | Schnellste Rennrunde | Sieger             | Gesamtführender Fahrer | Gesamtführender Konstrukteur |
| --- | ------------- | -------------- | ----------------- | ------------ | ------------------ | -------------------- | ------------------ | ---------------------- | ---------------------------- |
| 01  | 13. Januar    | Argentinien    | Buenos Aires      | 316,304 km   | Ronnie Peterson    | Clay Regazzoni       | Denis Hulme        | Denis Hulme            | McLaren-Ford                 |
| 02  | 27. Januar    | Brasilien      | Interlagos        | 254,720 km   | Emerson Fittipaldi | Clay Regazzoni       | Emerson Fittipaldi | Clay Regazzoni         | McLaren-Ford                 |
| 03  | 30. März      | Südafrika      | Kyalami           | 320,112 km   | Niki Lauda         | Carlos Reutemann     | Carlos Reutemann   | Clay Regazzoni         | McLaren-Ford                 |
| 04  | 28. April     | Spanien        | Jarama            | 285,936 km   | Niki Lauda         | Niki Lauda           | Niki Lauda         | Clay Regazzoni         | McLaren-Ford                 |
| 05  | 12. Mai       | Belgien        | Nivelles          | 316,540 km   | Clay Regazzoni     | Denis Hulme          | Emerson Fittipaldi | Emerson Fittipaldi     | McLaren-Ford                 |
| 06  | 26. Mai       | Monaco         | Circuit de Monaco | 255,684 km   | Niki Lauda         | Ronnie Peterson      | Ronnie Peterson    | Emerson Fittipaldi     | McLaren-Ford                 |
| 07  | 9. Juni       | Schweden       | Anderstorp        | 321,44 km    | Patrick Depailler  | Patrick Depailler    | Jody Scheckter     | Emerson Fittipaldi     | McLaren-Ford                 |
| 08  | 23. Juni      | Niederlande    | Zandvoort         | 316,950 km   | Niki Lauda         | Ronnie Peterson      | Niki Lauda         | Emerson Fittipaldi     | McLaren-Ford                 |
| 09  | 7. Juli       | Frankreich     | Dijon-Prenois     | 263,120 km   | Niki Lauda         | Jody Scheckter       | Ronnie Peterson    | Niki Lauda             | Ferrari                      |
| 10  | 20. Juli      | Großbritannien | Brands Hatch      | 319,875 km   | Niki Lauda         | Niki Lauda           | Jody Scheckter     | Niki Lauda             | McLaren-Ford                 |
| 11  | 4. August     | Deutschland    | Nürburgring       | 319,690 km   | Niki Lauda         | Jody Scheckter       | Clay Regazzoni     | Clay Regazzoni         | Ferrari                      |
| 12  | 18. August    | Österreich     | Österreichring    | 319,194 km   | Niki Lauda         | Clay Regazzoni       | Carlos Reutemann   | Clay Regazzoni         | Ferrari                      |
| 13  | 8. September  | Italien        | Monza             | 300,56 km    | Niki Lauda         | Carlos Pace          | Ronnie Peterson    | Clay Regazzoni         | McLaren-Ford                 |
| 14  | 22. September | Kanada         | Mosport Park      | 316,480 km   | Emerson Fittipaldi | Niki Lauda           | Emerson Fittipaldi | Clay Regazzoni         | McLaren-Ford                 |
| 15  | 6. Oktober    | USA            | Watkins Glen      | 320,547 km   | Carlos Reutemann   | Carlos Pace          | Carlos Reutemann   | Emerson Fittipaldi     | McLaren-Ford                 |

## Weltmeisterschaftswertungen
| Platz  | 1 | 2 | 3 | 4 | 5 | 6 |
| Punkte | 9 | 6 | 4 | 3 | 2 | 1 |

Für die Wertung wurden die besten sieben Ergebnisse der ersten acht und die besten sechs der restlichen sieben Rennen berücksichtigt. In der Konstrukteurswertung wurde der jeweils bestplatzierte Wagen berücksichtigt.

### Fahrerwertung
| Pos. | Fahrer         | Konstrukteur      |     |     |     |     |     |     |     |     |     |     |     |     |     |     |     | Punkte |
| 01   | E. Fittipaldi  | McLaren-Ford      | 10  | 1   | 7   | 3   | 1   | 5   | 4   | 3   | DNF | 2   | DNF | DNF | 2   | 1   | 4   | 55     |
| 02   | C. Regazzoni   | Ferrari           | 3   | 2   | DNF | 2   | 4   | 4   | DNF | 2   | 3   | 4   | 1   | 5   | DNF | 2   | 11  | 52     |
| 03   | J. Scheckter   | Tyrrell-Ford      | DNF | 13  | 8   | 5   | 3   | 2   | 1   | 5   | 4   | 1   | 2   | DNF | 3   | DNF | DNF | 45     |
| 04   | N. Lauda       | Ferrari           | 2   | DNF | 16  | 1   | 2   | DNF | DNF | 1   | 2   | 5   | DNF | DNF | DNF | DNF | DNF | 38     |
| 05   | R. Peterson    | Lotus-Ford        | 13  | 6   | DNF | DNF | DNF | 1   | DNF | 8   | 1   | 10  | 4   | DNF | 1   | 3   | DNF | 35     |
| 06   | C. Reutemann   | Brabham-Ford      | 7   | 7   | 1   | DNF | DNF | DNF | DNF | 12  | DNF | 6   | 3   | 1   | DNF | 9   | 1   | 32     |
| 07   | D. Hulme       | McLaren-Ford      | 1   | 12  | 9   | 6   | 6   | DNF | DNF | DNF | 6   | 7   | DSQ | 2   | 6   | 6   | DNF | 20     |
| 08   | J. Hunt        | Hesketh-Ford      | DNF | 9   | DNF | 10  | DNF | DNF | 3   | DNF | DNF | DNF | DNF | 3   | DNF | 4   | 3   | 15     |
| 09   | P. Depailler   | Tyrrell-Ford      | 6   | 8   | 4   | 8   | DNF | 9   | 2   | 6   | 8   | DNF | DNF | DNF | 11  | 5   | 6   | 14     |
| 10   | J. Ickx        | Lotus-Ford        | DNF | 3   | DNF | DNF | DNF | DNF | DNF | 11  | 5   | 3   | 5   | DNF | DNF | 13  | DNF | 12     |
| 10   | M. Hailwood    | McLaren-Ford      | 4   | 5   | 3   | 9   | 7   | DNF | DNF | 4   | 7   | DNF | 15  | INJ | INJ | INJ | INJ | 12     |
| 12   | C. Pace        | Surtees-Ford      | DNF | 4   | 11  | 13  | DNF | DNF | DNF |     |     |     |     |     |     |     |     | 11     |
| 12   | C. Pace        | Brabham-Ford      |     |     |     |     |     |     |     |     | DNQ | 9   | 12  | DNF | 5   | 8   | 2   | 11     |
| 13   | J.-P. Beltoise | B.R.M.            | 5   | 10  | 2   | DNF | 5   | DNF | DNF | DNF | 10  | 12  | DNF | DNF | DNF | NC  | DNQ | 10     |
| 14   | J. Jarier      | Shadow-Ford       | DNF | DNF |     | DNF | 13  | 3   | 5   | DNF | 12  | DNF | 8   | 8   | DNF | DNF | 10  | 6      |
| 14   | J. Watson      | Brabham-Ford      | 12  | DNF | DNF | 11  | 11  | 6   | 11  | 7   | 16  | 11  | DNF | 4   | 7   | DNF | 5   | 6      |
| 16   | H. Stuck       | March-Ford        | DNF | DNF | 5   | 4   | DNF | DNF |     | DNF | DNQ | DNF | 7   | 11  | DNF | DNF | DNQ | 5      |
| 17   | A. Merzario    | Iso Marlboro-Ford | DNF | DNF | 6   | DNF | DNF | DNF | DNS | DNF | 9   | DNF | DNF | DNF | 4   | DNF | DNF | 4      |
| 18   | G. Hill        | Lola-Ford         | DNF | 11  | 12  | DNF | 8   | 7   | 6   | DNF | 13  | 13  | 9   | 12  | 8   | 14  | 8   | 1      |
| 19   | T. Pryce       | Token-Ford        |     |     |     |     | DNF |     |     |     |     |     |     |     |     |     |     | 1      |
| 19   | T. Pryce       | Shadow-Ford       |     |     |     |     |     |     |     | DNF | DNF | 8   | 6   | DNF | 10  | DNF | NC  | 1      |
| 20   | V. Brambilla   | March-Ford        |     |     | 10  |     | 9   | DNF | 10  | 10  | 11  | DNF | 13  | 6   | DNF | DNQ | DNF | 1      |
| 21   | G. Edwards     | Lola-Ford         | 11  | DNF |     | DNQ | 12  | 8   | 7   | DNF | 15  |     | DNQ |     |     |     |     | 0      |
| 22   | D. Hobbs       | McLaren-Ford      |     |     |     |     |     |     |     |     |     |     |     | 7   | 9   |     |     | 0      |
| 23   | J. Mass        | Surtees-Ford      | DNF | 17  | DNF | DNF | DNF |     | DNF | DNF | DNF | 14  | DNF |     |     |     |     | 0      |
| 23   | J. Mass        | McLaren-Ford      |     |     |     |     |     |     |     |     |     |     |     |     |     | 16  | 7   | 0      |
| 24   | B. Redman      | Shadow-Ford       |     |     |     | 7   | 18  | DNF |     |     |     |     |     |     |     |     |     | 0      |
| 25   | M. Andretti    | Parnelli-Ford     |     |     |     |     |     |     |     |     |     |     |     |     |     | 7   | DSQ | 0      |
| 26   | H. Ganley      | March-Ford        | 8   | DNF |     |     |     |     |     |     |     | DNQ | DNQ |     |     |     |     | 0      |
| 27   | T. Belsø       | Iso Marlboro-Ford |     |     | DNF | DNQ |     |     | 8   |     |     | DNQ |     |     |     |     |     | 0      |
| 28   | R. von Opel    | Ensign-Ford       | DNS |     |     | DNF | DNF | DNQ | 9   | 9   | DNQ |     |     |     |     |     |     | 0      |
| 29   | H. Pescarolo   | B.R.M.            | 9   | 14  | 18  | 12  | DNF | DNF | DNF | DNF | DNF | DNF | 10  |     | DNF |     |     | 0      |
| 30   | C. Amon        | Amon-Ford         |     |     |     | DNF |     | DNS |     |     |     |     | DNQ |     | DNQ |     |     | 0      |
| 30   | C. Amon        | B.R.M.            |     |     |     |     |     |     |     |     |     |     |     |     |     | NC  | 9   | 0      |
| 31   | D. Quester     | Surtees-Ford      |     |     |     |     |     |     |     |     |     |     |     | 9   |     |     |     | 0      |
| 32   | Tim Schenken   | Trojan-Ford       |     |     |     | 14  | 10  | DNF |     | DNQ |     | DNF | DNQ | 10  | DNF |     |     | 0      |
| 32   | Tim Schenken   | Lotus-Ford        |     |     |     |     |     |     |     |     |     |     |     |     |     |     | DSQ | 0      |
| 33   | H. Koinigg     | Brabham-Ford      |     |     |     |     |     |     |     |     |     |     |     | DNQ |     |     |     | 0      |
| 33   | H. Koinigg     | Surtees-Ford      |     |     |     |     |     |     |     |     |     |     |     |     |     | 10  | DNF | 0      |
| 34   | R. Stommelen   | Lola-Ford         |     |     |     |     |     |     |     |     |     |     |     | DNF | DNF | 11  | 12  | 0      |
| 35   | D. Bell        | Surtees-Ford      |     |     |     |     |     |     |     |     |     | DNQ | 11  | DNQ | DNQ | DNQ |     | 0      |
| 36   | M. Donohue     | Penske-Ford       |     |     |     |     |     |     |     |     |     |     |     |     |     | 12  | DNF | 0      |
| 37   | I. Scheckter   | Lotus-Ford        |     |     | 13  |     |     |     |     |     |     |     |     |     |     |     |     | 0      |
| 37   | I. Scheckter   | Hesketh-Ford      |     |     |     |     |     |     |     |     |     |     |     | DNQ |     |     |     | 0      |
| 38   | F. Migault     | B.R.M.            | DNF | 16  | 15  | DNF | 16  | DNF |     | DNF | 14  | NC  | DNQ |     | DNF |     |     | 0      |
| 39   | I. Ashley      | Token-Ford        |     |     |     |     |     |     |     |     |     |     | 14  | NC  |     |     |     | 0      |
| 39   | I. Ashley      | Brabham-Ford      |     |     |     |     |     |     |     |     |     |     |     |     |     | DNQ | DNQ | 0      |
| 40   | G. van Lennep  | Iso Marlboro-Ford |     |     |     |     | 14  |     |     | DNQ |     |     |     |     |     |     |     | 0      |
| 41   | E. Keizan      | Tyrrell-Ford      |     |     | 14  |     |     |     |     |     |     |     |     |     |     |     |     | 0      |
| 42   | R. Robarts     | Brabham-Ford      | DNF | 15  | 17  |     |     |     |     |     |     |     |     |     |     |     |     | 0      |
| 43   | V. Schuppan    | Ensign-Ford       |     |     |     |     | 15  | DNF | DSQ | DSQ | DNQ | DNQ | DNF |     |     |     |     | 0      |
| 44   | J. Laffite     | Iso Marlboro-Ford |     |     |     |     |     |     |     |     |     |     | DNF | NC  | DNF | 15  | DNF | 0      |
| 45   | T. Pilette     | Brabham-Ford      |     |     |     |     | 17  |     |     |     |     |     |     |     |     |     |     | 0      |
| 46   | D. Charlton    | McLaren-Ford      |     |     | 19  |     |     |     |     |     |     |     |     |     |     |     |     | 0      |

| Legende  | Legende            | Legende                                                          |
| Farbe    | Abkürzung          | Bedeutung                                                        |
| -------- | ------------------ | ---------------------------------------------------------------- |
| Gold     | –                  | Sieg                                                             |
| Silber   | –                  | 2. Platz                                                         |
| Bronze   | –                  | 3. Platz                                                         |
| Grün     | –                  | Platzierung in den Punkten                                       |
| Blau     | –                  | Klassifiziert außerhalb der Punkteränge                          |
| Violett  | DNF                | Rennen nicht beendet (did not finish)                            |
| Violett  | NC                 | nicht klassifiziert (not classified)                             |
| Rot      | DNQ                | nicht qualifiziert (did not qualify)                             |
| Rot      | DNPQ               | in Vorqualifikation gescheitert (did not pre-qualify)            |
| Schwarz  | DSQ                | disqualifiziert (disqualified)                                   |
| Weiß     | DNS                | nicht am Start (did not start)                                   |
| Weiß     | WD                 | zurückgezogen (withdrawn)                                        |
| Hellblau | PO                 | nur am Training teilgenommen (practiced only)                    |
| Hellblau | TD                 | Freitags-Testfahrer (test driver)                                |
| ohne     | DNP                | nicht am Training teilgenommen (did not practice)                |
| ohne     | INJ                | verletzt oder krank (injured)                                    |
| ohne     | EX                 | ausgeschlossen (excluded)                                        |
| ohne     | DNA                | nicht erschienen (did not arrive)                                |
| ohne     | C                  | Rennen abgesagt (cancelled)                                      |
| ohne     | keine WM-Teilnahme |                                                                  |
| sonstige | P/fett             | Pole-Position                                                    |
| sonstige | 1/2/3/4/5/6/7/8    | Punktplatzierung im Sprint-/Qualifikationsrennen                 |
| sonstige | SR/kursiv          | Schnellste Rennrunde                                             |
| sonstige | *                  | nicht im Ziel, aufgrund der zurückgelegten Distanz aber gewertet |
| sonstige | ()                 | Streichresultate                                                 |
| sonstige | unterstrichen      | Führender in der Gesamtwertung                                   |

### Konstrukteurswertung
| Pos. | Konstrukteur | Punkte |
| ---- | ------------ | ------ |
| 1    | McLaren-Ford | 73     |
| 2    | Ferrari      | 65     |
| 3    | Tyrrell-Ford | 52     |
| 4    | Lotus-Ford   | 42     |
| 5    | Brabham-Ford | 35     |
| 6    | Hesketh-Ford | 10     |
| 7    | B.R.M.       | 10     |
| 8    | Shadow-Ford  | 7      |
| 9    | March-Ford   | 6      |

| Pos. | Konstrukteur      | Punkte |
| ---- | ----------------- | ------ |
| 10   | Iso Marlboro-Ford | 4      |
| 11   | Surtees-Ford      | 3      |
| 12   | Lola-Ford         | 1      |
| 13   | Parnelli-Ford     | 0      |
| 14   | Ensign-Ford       | 0      |
| 15   | Trojan-Ford       | 0      |
| 16   | Penske-Ford       | 0      |
| 17   | Token-Ford        | 0      |
| —    | Amon-Ford         | 0      |

## Nicht zur Weltmeisterschaft zählende Formel-1-Rennen
Neben den 15 Weltmeisterschaftsläufen fanden 1974 drei Formel-1-Rennen statt, die keinen Weltmeisterschaftsstatus hatten.

### Grande Prêmio Presidente Medici
| Platz | Fahrer             | Team             | Zeit       |
| ----- | ------------------ | ---------------- | ---------- |
| 1     | Emerson Fittipaldi | McLaren-Ford     | 1:15:22,75 |
| 2     | Jody Scheckter     | Tyrrell-Cosworth | 1:15:35,15 |
| 3     | Arturo Merzario    | Williams-Ford    | 1:15:49,85 |
| PP    | Carlos Reutemann   | Brabham-Cosworth | 1:51,18    |
| SR    | Emerson Fittipaldi | McLaren-Ford     | 1:51,62    |

Der I. Grande Prêmio Presidente Medici fand am 3. Februar 1974 – eine Woche nach dem Großen Preis von Brasilien – auf dem Autódromo Emílio Medici in Brasília statt. Es ging über 40 Runden zu je 5,476 km und hatte eine Gesamtdistanz von 219,03 km.
 Gemeldet waren acht Teams mit 12 Fahrern. Ferrari und Lotus erschienen gar nicht, McLaren, Tyrrell und Williams brachten jeweils nur ein Auto an den Start. Mit Ausnahme von Hesketh Racing trat kein Kundenteam an. Das Rennen gewann Emerson Fittipaldi (McLaren) vor Jody Scheckter (Tyrrell) und Arturo Merzario (Williams).

### Race of Champions
| Platz | Fahrer             | Team         | Zeit      |
| ----- | ------------------ | ------------ | --------- |
| 1     | Jacky Ickx         | Lotus-Ford   | 1:03:37,6 |
| 2     | Niki Lauda         | Ferrari      | 1:03:39,1 |
| 3     | Emerson Fittipaldi | McLaren-Ford | 1:03:55,9 |
| PP    | James Hunt         | Hesketh-Ford | 1:21,5    |
| SR    | Jacky Ickx         | Lotus-Ford   | 1:33,8    |

Das IX. Race of Champions fand am 17. März 1974 im britischen Brands Hatch statt. Es ging über 40 Runden zu je 4,206 km und hatte eine Gesamtdistanz von 168,24 km. Das Rennen war für Formel-1- wie auch für Formel-5000-Autos ausgeschrieben. Insgesamt waren 25 Fahrer gemeldet, neun davon mit Formel-5000-Autos, die ausnahmslos von Chevrolet-Motoren angetrieben wurden. Alle Fahrer waren qualifiziert. Die Poleposition fuhr James Hunt im neuen Hesketh 308 heraus; von Platz zwei startete Clay Regazzoni (Ferrari). Der bestplatzierte Formel-5000-Fahrer war Peter Gethin, der von Position 16 ins Rennen ging. Im Training kollidierten Jochen Mass (Surtees) und Jean-Pierre Jarier (Shadow) miteinander; beide nahmen nicht am Rennen teil. Das Rennen gewann Jacky Ickx (Lotus) vor Niki Lauda (Ferrari); bester Formel-5000-Fahrer war Ian Ashley, der von Platz 19 gestartet war und mit zwei Runden Rückstand als Achter ins Ziel kam.

### BRDC International Trophy
| Platz | Fahrer             | Team         | Zeit    |
| ----- | ------------------ | ------------ | ------- |
| 1     | James Hunt         | Hesketh-Ford | 52:35,4 |
| 2     | Jochen Mass        | Surtees-Ford | 53:12,4 |
| 3     | Jean-Pierre Jarier | Shadow-Ford  | 53:34,6 |
| PP    | James Hunt         | Hesketh-Ford | 1:16,7  |
| SR    | James Hunt         | Hesketh-Ford | 1:17,6  |

Die XXVI. BRDC International Trophy fand am 7. April 1974 auf dem britischen Silverstone Circuit statt. Sie ging über 40 Runden zu je 4,7105 km und hatte eine Gesamtdistanz von 188,42 km. Das Rennen war für Formel-1- wie auch für Formel-5000-Autos ausgeschrieben. Insgesamt waren 25 Fahrer gemeldet, zehn davon mit Formel-5000-Autos, die ausnahmslos von Chevrolet-Motoren angetrieben wurden. Alle Fahrer waren qualifiziert. James Hunt (Hesketh) belegte die Poleposition, fuhr die schnellste Rennrunde und gewann das Rennen. Der bestplatzierte Formel-5000-Fahrer war erneut Peter Gethin, der als Siebter ins Ziel kam.

## Kurzmeldungen Formel 1
- Peter Revson verunglückte bei Vortests zum Grand Prix von Südafrika mit seinem Shadow tödlich.
- In Jarama gewann Niki Lauda seinen ersten Grand Prix.
- Der Österreicher Helmut Koinigg verunglückte in Watkins Glen tödlich, er rutschte mit dem Wagen zwischen die Leitplanken.